# 竹尾惠子
竹尾 恵子（たけお けいこ、1937年10月7日 ～2021年11月6日）は、日本の看護学者。専門は基礎看護学、看護教育、国際看護。

## 略歴
1961年東京大学医学部衛生看護学科卒業、1977年医学博士。1987年東京大学医学部保健学科助教授を経て、1993年滋賀医科大学　医学部教授に着任し看護学科開設に携わる 。1998年筑波大学社会医学系教授を経て、2001年から国立看護大学校初代学校長。2006年国際医療福祉大学保健学部看護学科教授を経て、2008年佐久大学看護学部長、2010年から2016年まで佐久大学学長。2015年瑞宝中綬章を受章。東京大学医学部保健学科の教え子に国立看護大学校教授小澤三枝子、国立看護大学校准教授水野正之 。

## 著書
- メロディ・シェネバート著 ; 竹尾惠子監訳『プロのナースになるために』医学書院、2000年
- B. マジュンダと共著『PBL(Problem-based learning)のすすめ : 「教えられる学習」から「自ら解決する学習」へ』学習研究社、2004年
- 『超入門　事例でまなぶ看護理論』学研、2007年
- 『看護技術プラクティス』学研メディカル秀潤社、2009年